# Église de l'Assomption-de-Marie de Celje
L'église de l'Assomption-de-Marie est une église catholique du diocèse de Celje située à Celje, en Slovénie.

## Historique et architecture
Surnommée église des frères mineurs en raison de son appartenance au monastère des frères mineurs, l'église a été construite dans le style romain au XIIIe siècle, puis rénovée et agrandie au XIVe siècle. Elle doit son apparence et son style néo-romain aux différents rénovations a travers les siècles.
Dans le presbytère, a été placé le caveau de la famille des Comtes de Celje. Au dessus de la porte de la sacristie se trouve le relief des Comtes de Celje agenouillés devant la Vierge Marie (XIVe siècle). Les bancs sont également intéressants, puisqu'ils sont riches en sculptures sur bois (1695).